# Jalousie en trois fax

Jalousie en trois fax est une pièce de théâtre d'Esther Vilar, mise en scène par Didier Long, dont la première représentation a eu lieu au Petit Théâtre de Paris en 2001,.

## Synopsis
Trois femmes, Helen, Yana et Iris habitant le même immeuble découvre par fax qu'elles aiment le même homme.

## Distribution
- Mise en scène : Didier Long[3]
- Scénographie : Claude Plet
- Costumes : Annamaria di Mambro
- Lumières : Gaëlle de Malglaive
- Musique : François Peyrony
- Assistanat à la mise en scène : Anne Rotenberg
- Personnages : Helen : Dominique Labourier  Yana : Isabelle Gélinas  Iris : Eva Green

## Distinctions
Nominations Molières 2002
- Révélation théâtrale féminine : Eva Green[4]
- Meilleur metteur en scène : Didier Long
- Meilleur créateur de lumières : Gaëlle de Malglaive
- Meilleure pièce de création

## Adaptations
En 2010, la pièce est réadaptée sous le nom Jalousie en trois mails avec une nouvelle distribution.
Une autre adaptation de la pièce existe sous le nom de Jalousie en trois lettres.